# 中村正爾

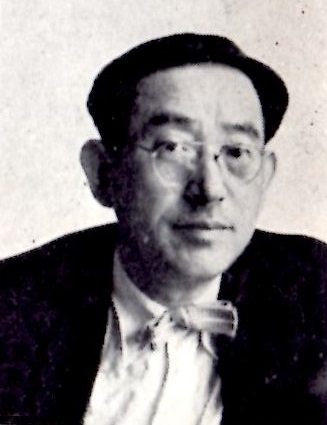
中村正爾

中村 正爾（なかむら しょうじ、1897年6月1日 - 1964年4月5日）は、大正-昭和時代の編集者、歌人。

## 生涯
新潟県新潟市に生まれる。少年の時から絵が好きで、また好んで七五調の新体詩を作る。中学3、4年で水彩や油絵を制作するとともに、「美術新報」「現代の洋畫」「白樺」などの雑誌を耽読し美術学校の洋画科を目指して中学を卒業する。父の反対に遭い、医者になるために明治大学専門部予科に進むが、1917年（大正6年）に父の死により郷里の新潟に戻り、新潟師範学校を卒業。
小学校教師の傍ら短歌を作り、相馬御風や北原白秋の指導を受け、歌誌「路人」を刊行。1922年（大正11年）、白秋を招いて“白秋童謡の夕べ”を開催。白秋はこの時の印象をもとに「海は荒海 向こうは佐渡よ」で知られる童謡「砂山」を作り、新潟の子どもたちに贈った。同年上京、白秋の実弟・鉄雄が経営する出版社・アルスに入社。白秋と山田耕筰が主宰する「詩と音楽」の創刊に携わった他、「日本児童文庫」「白秋全集」などを手がけた。1954年（昭和29年）退社。この間、1929年（昭和4年）に藤川忠治と自由な立場で「歌と評論」を創刊したが、1934年（昭和9年）に脱退し、1935年（昭和10年）に白秋主宰の「多磨」創刊に参画、白秋没後の1952年（昭和27年）に終刊となるまで他の同人と協力して編集にあたった。1953年（昭和28年）「中央線」を創刊・主宰。

## 歌集
- 『春の音階』　…　1921年（大正10年）～1935年（昭和10年）、約400首
- 『海港』　…　1935年（昭和10年）～1943年（昭和18年）、約500首
- 『冬の星図』　…　1943年（昭和18年）～1952年（昭和27年）、約500首
- 『中村正爾歌集』